# 塞拉诺港
塞拉诺港（西班牙語：Puerto Serrano）是西班牙安达卢西亚自治区加的斯省的一个市镇，位于加的斯省和塞维利亚省的交界处。总面积79.85平方公里，总人口7066人（2017年），人口密度88人/平方公里。

## 历史
塞拉诺港的历史最早可以追溯到名为的罗马小镇。在穆斯林征服伊比利亚半岛时期，它被称为“Gailir”。这些罗马和阿拉伯文明的遗迹如今保存完好，在市中心广场上，可以看到在这里出土的罗马石柱。
1240年，在收复失地运动中，它重归卡斯蒂利亚王国。之后，圣殿骑士团的一些部队被安置在这里。1835年，它从莫龙-德拉弗龙特拉市独立出来，获得了市镇资格。
塞拉诺港镇的传统产业是农业和畜牧业。

## 人口
| 塞拉诺港               |
|                        |
| 来源：西班牙国家统计局 |

## 图集

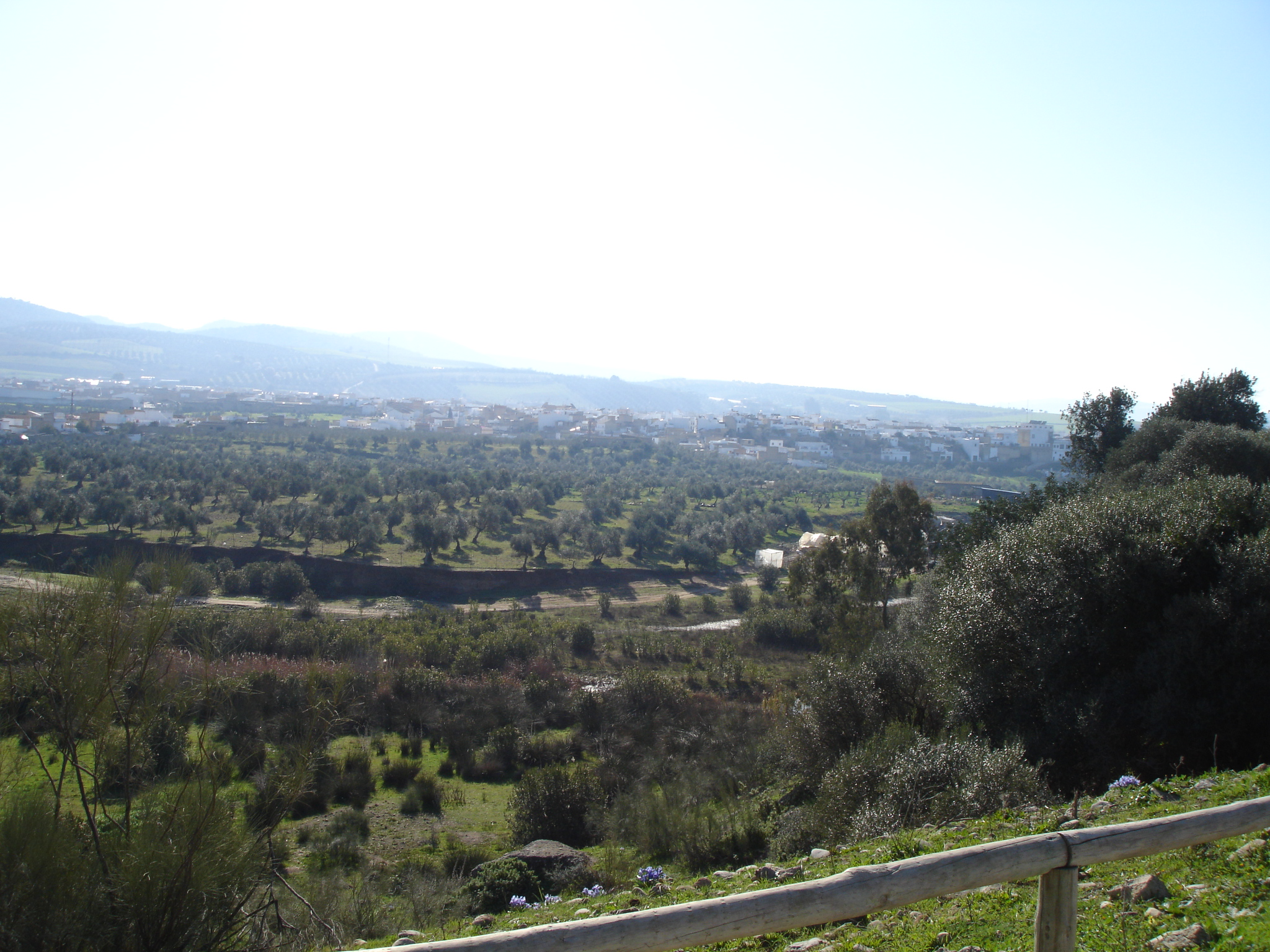
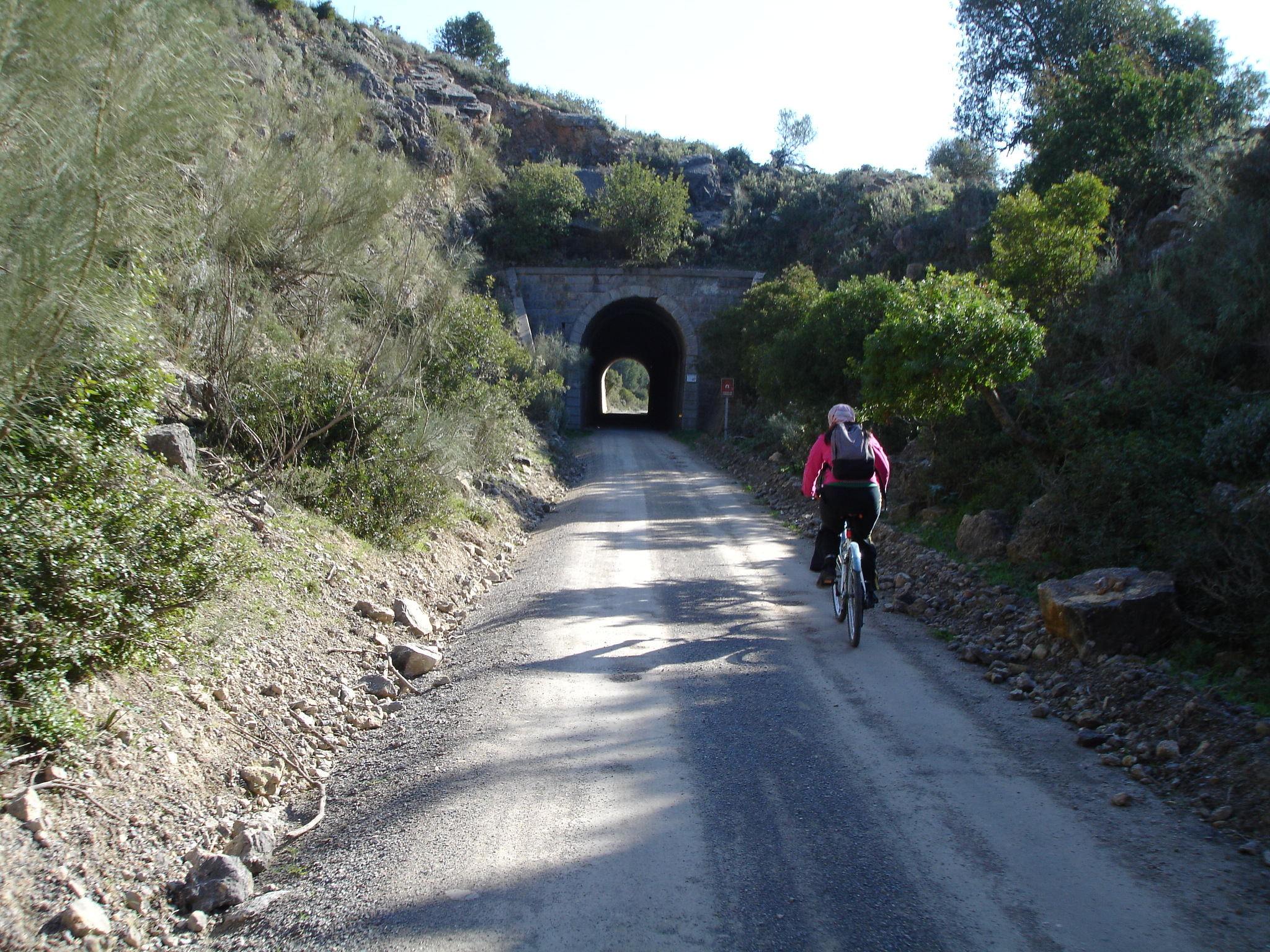
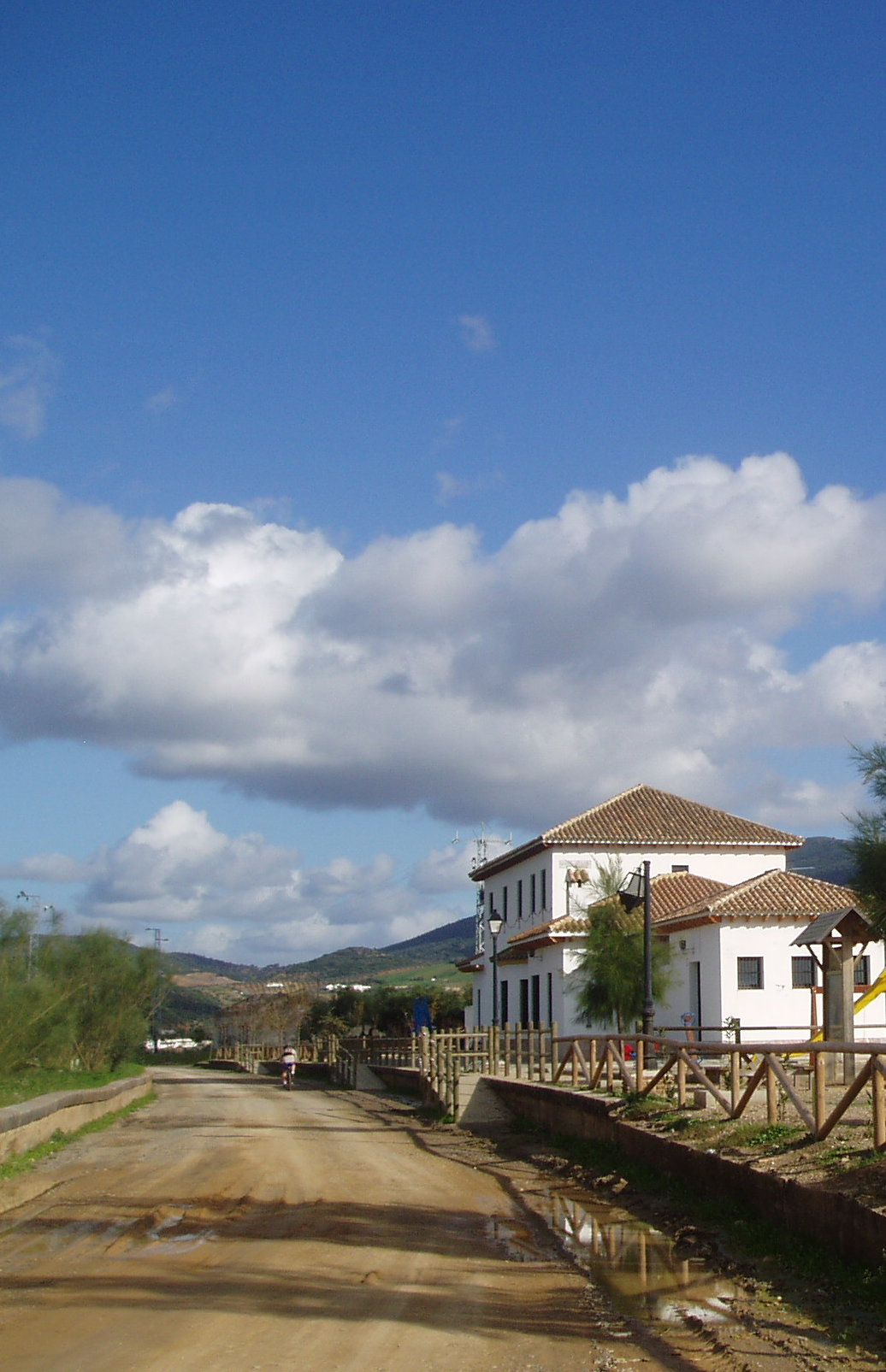

塞拉诺港是遠足的好去处。